# Stenolaemata
Stenolaemata Borg, 1926 è una delle due classi che costituiscono il phylum dei briozoi.

## Descrizione
Questi animali sono mangiatori sessili di prodotti in sospensione. Gli individui della colonia possono essere tubolari, conici o a forma di sacco. Ogni individuo, o zooide, può allungarsi, estendendo i suoi tentacoli per alimentarsi.
Gli Stenolaemata sono apparsi nell'Ordoviciano ed erano il gruppo briozoiano predominante durante il Paleozoico. Alcuni crebbero come colonie di pizzo o a ventaglio che divennero importanti costruttori di scogliera e in alcune regioni formano un'abbondante componente dei calcari. Il genere fossile Batostoma dell'ordine Trepostomatida - estintosi alla fine del Triassico - esisteva in colonie monticolari. Il loro numero si è notevolmente ridotto durante l'evento di estinzione di massa del Permiano, ma l'ordine Ciclostomatide è sopravvissuto fino ai giorni nostri.

## Tassonomia
Comprende i seguenti ordini
- ordine Cyclostomatida
  - sottordine Articulina
  - sottordine Cancellata
  - sottordine Cerioporina
  - sottordine Fasciculina
  - sottordine Rectangulata
  - sottordine Tubuliporina
- ordine Esthonioporata
- incertae sedis: Dartevillea Borg, 1944

Sono inoltre noti i seguenti ordini estinti:
- ordine Cryptostomata †
- ordine Cystoporata †
- ordine Fenestrida †
- ordine Trepostomatida †